# 馬塔拉區 (卡哈馬卡省)

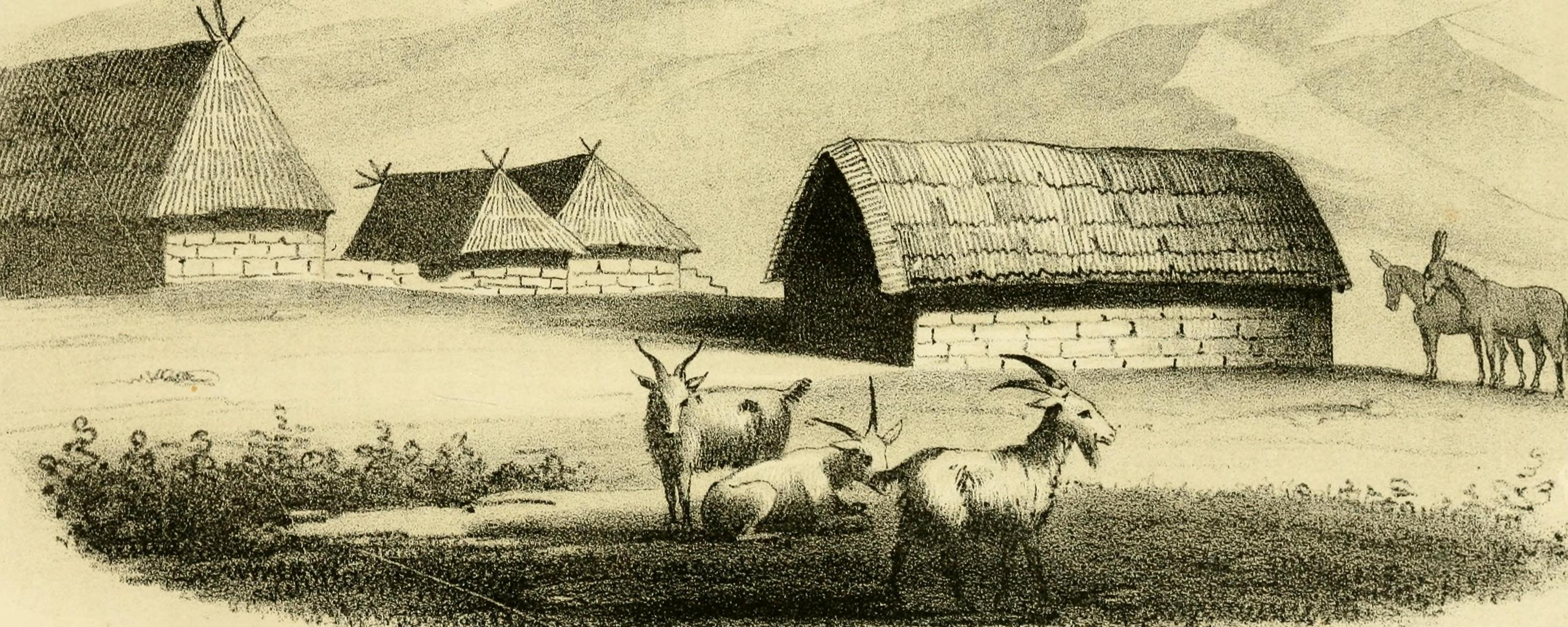

7°15′30″S 78°15′10″W / 7.25833°S 78.25278°W
馬塔拉區（西班牙語：Distrito de Matara），是秘魯的一個區，位於該國北部卡哈馬卡大區的卡哈馬卡省，始建於1857年1月2日，面積59.7平方公里，海拔高度2,819米，2005年人口3,559，人口密度每平方公里60人。